# ماتينو
ماتينو (بالإيطالية: Matino)‏ هي بلدية في مقاطعة ليتشي في إقليم بوليا الإيطالي.

## السكان
في سنة 1861 بلغ عدد السكان 3٬091 نسمة، وتطور العدد ليصل في سنة 2011 لـ 11٬704 نسمة.
يظهر هذا المخطط البياني تطور النمو السكاني لـ ماتينو